# Coelioxys diversidentata
Coelioxys diversidentata är en biart som beskrevs av Holmberg 1916. Coelioxys diversidentata ingår i släktet kägelbin, och familjen buksamlarbin. Inga underarter finns listade i Catalogue of Life.